# Elke Seefried

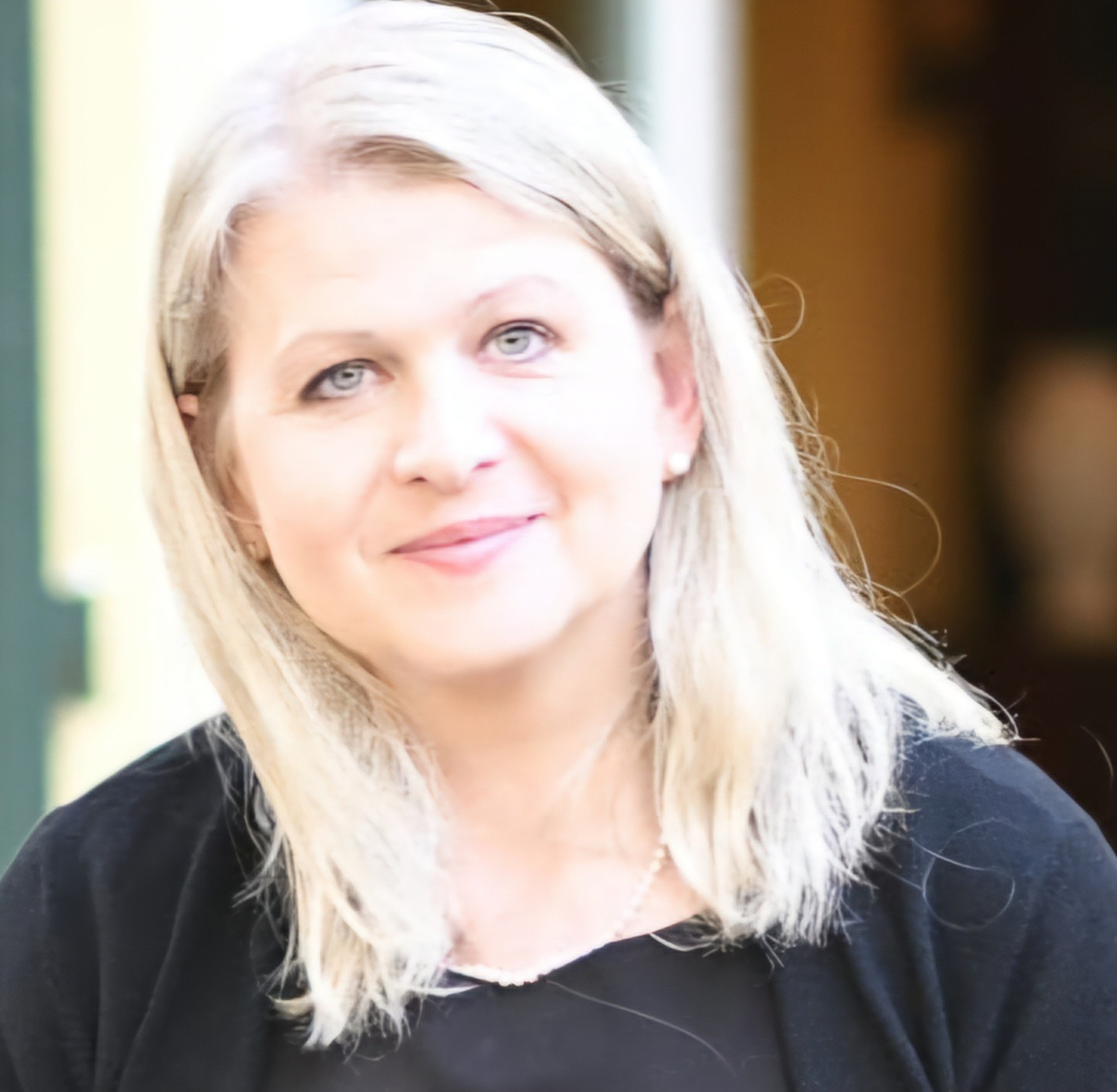
Elke Seefried (2025)

Elke Seefried (* 1971 in Donauwörth) ist eine deutsche Historikerin. Sie hat seit 2020 den Lehrstuhl für Geschichte der Neuzeit (19.–21. Jh.) mit ihren Wissens- und Technikkulturen an der RWTH Aachen inne.

## Leben
Seefried studierte zunächst Betriebswirtschaftslehre und schloss dieses Studium mit dem Diplom (FH) ab. Anschließend studierte sie Geschichte und Politikwissenschaft und schloss 1999 mit dem MA ab. Ihre Magisterarbeit Der Einfluss von Remigranten auf die Bayerische Verfassung 1946 erhielt den Förderpreis der Herbert und Elsbeth Weichmann Stiftung. Bis 2004 schloss sich ein Promotionsstudium an der Universität Augsburg an. Ihre Dissertation Reich und Stände. Ideen und Wirken des deutschen politischen Exils in Österreich 1933–1938 von 2004 wurde 2010 mit dem Förderpreis des Österreichischen Staatspreises für Geschichte der Gesellschaftswissenschaften ausgezeichnet. Von 2004 bis 2007 bearbeitete sie für die Stiftung Bundespräsident-Theodor-Heuss-Haus in Stuttgart den Band Theodor Heuss. In der Defensive. Briefe 1933–1945 in der Stuttgarter Theodor-Heuss-Ausgabe. Für dieses Werk erhielt sie 2009 den Wolf-Erich-Kellner-Preis.
Von 2007 bis 2012 war Seefried wissenschaftliche Mitarbeiterin an der Universität Augsburg und arbeitete an ihrer Habilitation. 2010 war sie Stipendiatin am Deutschen Historischen Institut London und 2010–2011 Stipendiatin am Historischen Kolleg in München. Ihre Habilitationsschrift Zukünfte. Aufstieg und Krise der Zukunftsforschung 1945–1980 wurde 2013 an der Ludwig-Maximilians-Universität München angenommen. Sie wurde 2014 mit dem Carl-Erdmann-Preis des Deutschen Historikerverbandes und 2015 mit dem Max-Weber-Preis der Bayerischen Akademie der Wissenschaften ausgezeichnet. 2016 erhielt sie den Übersetzungspreis „Geisteswissenschaften International“ des Börsenvereins des deutschen Buchhandels für das Buch.
Von 2012 bis 2014 war Seefried wissenschaftliche Mitarbeiterin am IfZ. Danach erhielt sie die neu eingerichtete Professur für Neueste Geschichte an der Universität Augsburg, die mit der Tätigkeit als stellvertretende Direktorin des Institut für Zeitgeschichte verbunden ist. Sie blieb bis 2020 in Augsburg und München.
Zum Wintersemester 2020/21 nahm sie einen Ruf an die RWTH Aachen an, wo sie den neu konzipierten Lehrstuhl für Geschichte der Neuzeit (19.–21. Jh.) mit ihren Wissens- und Technikkulturen innehat.

### Forschungsschwerpunkte
Zu ihren Forschungsschwerpunkten gehören die deutsche und europäische Geschichte des 20. und 21. Jahrhunderts, die Geschichte der Weimarer Republik, des Nationalsozialismus und des deutschen Exils 1933–1939, die Geschichte der Demokratie, die deutsch-deutsche Geschichte, der Kalte Krieg und die internationale Politik seit den 1970er Jahren, die transnationale Wissenschaft-, Wissens- und Umweltgeschichte sowie die Kulturgeschichte der Zeit und der Zukunft.

### Mitgliedschaften
Seefried war bis 2023 Mitglied des Stiftungsrates der Max Weber Stiftung und hier zuletzt stellvertretende Vorsitzende des Stiftungsrates. Sie ist Mitglied im Kuratorium der Wolf-Erich-Kellner-Gedächtnisstiftung zur Vergabe des Wolf-Erich-Kellner-Preises, Mitglied im Kuratorium des Historischen Kollegs in München, in der Kommission für Geschichte des Parlamentarismus und der politischen Parteien, in den Beiräten der Bundeskanzler-Willy-Brandt-Stiftung in Berlin und des Leibniz-Instituts für Bildungsmedien/Georg-Eckert-Instituts in Braunschweig sowie stellvertretende Vorsitzende des Beirats der Stiftung Bundespräsident-Theodor-Heuss-Haus in Stuttgart. Darüber hinaus ist sie seit 2017 Mitherausgeberin des Jahrbuchs zur Liberalismus-Forschung.

## Schriften (Auswahl)
Monografien
- Reich und Stände. Ideen und Wirken des deutschen politischen Exils in Österreich 1933–1938 (= Beiträge zur Geschichte des Parlamentarismus und der politischen Parteien. Band 147). Droste, Düsseldorf 2006, ISBN 3-7700-5278-1.
- Zukünfte. Aufstieg und Krise der Zukunftsforschung 1945–1980. De Gruyter, Berlin 2015, ISBN 978-3-11-034816-3 (degruyter.com).
- Shaping Tomorrow's World. A 20th Century History of West German, Cold War, and Global Futures Studies. Berghahn Books, New York 2024, ISBN 978-1-80539-515-7 (berghahnbooks.com).

Herausgeberschaften
- Theodor Heuss: In der Defensive. Briefe 1933–1945 (= Stuttgarter Ausgabe. Band 3). De Gruyter, Berlin 2009, ISBN 978-3-598-25124-5.
- Politics and Time from the 1960s to the 1980s. Themenheft des Journal of Modern European History. Band 13, H. 3, 2015.
- mit Bernhard Gotto: Männer mit „Makel“. Männlichkeiten und gesellschaftlicher Wandel in der frühen Bundesrepublik (= Zeitgeschichte im Gespräch. Band 25). De Gruyter, Berlin 2017, ISBN 978-3-11-045210-5.
- mit Dierk Hoffmann: Plan und Planung. Deutsch-deutsche Vorgriffe auf die Zukunft. De Gruyter, Berlin u. a. 2018, ISBN 978-3-11-053261-6.
- mit Ernst Wolfgang Becker, Frank Bajohr und Johannes Hürter: Liberalismus und Nationalsozialismus. Eine Beziehungsgeschichte (= Zeithistorische Impulse. Band 15). Franz Steiner Verlag, Stuttgart 2020, ISBN 978-3-515-12747-9.
- Politische Zukünfte im 20. Jahrhundert. Parteien, Bewegungen, Umbrüche. Campus Verlag, Frankfurt/New York 2022, ISBN 978-3-593-50958-7.